# Standbeeld van Willem van Oranje en Anna van Buren
Het standbeeld van Willem van Oranje en Anna van Buren is een standbeeld in het Gelderse Buren. Het standbeeld staat aan de Sint-Lambertuskerk in Buren, de plek waar Willem van Oranje en Anna van Buren trouwden in 1551. Het standbeeld werd ontworpen in 2003 door Lia Krol en Caroline van 't Hoff. Het stel wordt afgebeeld met hun kinderen Filips Willem (1554-1618) en Maria van Nassau (1556-1616).